# Cheiracanthium japonicum
Cheiracanthium japonicum es una especie de araña araneomorfa del género Cheiracanthium, familia Cheiracanthiidae. Fue descrita científicamente por Bösenberg & Strand en 1906.
Habita en Rusia (Extremo Oriente), Mongolia, China, Corea y Japón.